# Liste der Monuments historiques in Orgères (Ille-et-Vilaine)
Die Liste der Monuments historiques in Orgères (Ille-et-Vilaine) führt die Monuments historiques in der französischen Gemeinde Orgères auf.

## Liste der Objekte
| Bezeichnung               | Beschreibung                                          | Standort                       | Kennzeichnung | Schutzstatus | Datum | Bild           |
| ------------------------- | ----------------------------------------------------- | ------------------------------ | ------------- | ------------ | ----- | -------------- |
| Skulptur Madonna mit Kind | Keramik, polychrom gefasst, 17. Jahrhundert           | in der Kirche St-Martin (Lage) | PM35000360    | Classé       | 1975  | weitere Bilder |
| Hauptaltar mit Baldachin  | Marmor und Holz, zweites Viertel des 19. Jahrhunderts | in der Kirche St-Martin (Lage) | PM35001115    | Inscrit      | 1974  |                |